# 貞淑王后
貞淑王后 崔氏（ていしゅくおうこう さいし、ジョンスクワンフ チェシ、정숙왕후 최씨、生没年不詳）は、李氏朝鮮の初代国王李成桂の曾祖母である。李行里の妃。本貫は登州。登州で戸長を務めていた崔基烈（최기열）の娘である。李氏朝鮮建国後、李成桂は曾祖母に貞妃（정비）を追号した。玄孫の第3代国王太宗の時代に「貞淑」の尊号を加えられる。諡全称は貞淑王后。淑陵（숙릉）に埋葬される。

## 家族
- 父：崔基烈（登州の戸長）
- 夫：李行里
  - 子：李安、李長、李松、李椿、李源、李古泰、李腆、李応巨